# Herbert Gürtler
Herbert Gürtler (geb. 19. April 1932 in Langenau, Tschechoslowakei; gest. 10. Februar 2004 in Leipzig) war ein deutscher Tierarzt, Professor für Biochemie und Dekan an der Veterinärmedizinischen Fakultät der Universität Leipzig.

## Leben
Gürtler studierte von 1950 bis 1955 an der Veterinärmedizinischen Fakultät Leipzig Tiermedizin. Bis 1956 war er Assistent an der Medizinischen Tierklinik und promovierte 1956 bei Theodor Hiepe über eine Arbeit zur Borna-Krankheit. 1957 wechselte er an das Veterinär-Physiologisch-Chemische Institut und habilitierte sich 1966 mit einer Schrift zum Eisen-Stoffwechsel des Schweines. 1960 wurde er Leiter der Abteilung für Ernährungsphysiologie. 1970 wurde er zum Hochschuldozenten für Tierbiochemie, 1980 zum außerordentlichen Professor berufen. Am 1. Juli 1990 wurde er zum ersten Dekan der wiederbegründeten Veterinärmedizinischen Fakultät gewählt. Dieses Amt bekleidete er bis zum 31. März 1995. 1992 wurde er in Nachfolge Erich Kolbs zum Professor für Physiologische Chemie und Direktor des Veterinär-Physiologisch-Chemischen Instituts berufen. Diese Position hatte er bis zu seiner Emeritierung 1997 inne.
Gürtler forschte zu Fragen des Stoffwechsels und zu Stoffwechselstörungen bei landwirtschaftlichen Nutztieren, unter anderem zu eisenbindenden Proteinen, Weidetetanie, Milchfieber, Spurenelementmangel, Hypoglykämie der Saugferkel, Fettstoffwechsel und Stressempfindlichkeit bei Schweinen, Schilddrüsenfunktion und Jodmangel. Er betreute 42 Dissertationen und 35 Diplomarbeiten.

## Ehrungen
- Ehrenspange der Wissenschaftlichen Gesellschaft für Veterinärmedizin in Bronze (1970), Silber (1978) und Gold (1989)
- Veterinärrat (1973) und Oberveterinärrat (1985)
- Oskar-Röder-Ehrenplakette (1980)
- Aufnahme in der Sektion Veterinärmedizin in die Deutsche Akademie der Naturforscher Leopoldina (1985)[2]
- Josef-Marek-Gedenkmedaille der Universität Budapest (1987)
- Friedrich-Müssemeier-Medaille der HU Berlin (1990)
- Martin-Lerche-Forschungspreis der DVG (1993)
- Caspar-Borner-Medaille der Universität Leipzig (1994)
- Verdienstmedaille der Sächsischen Landestierärztekammer
- Bundesverdienstkreuz 1. Klasse (1996)

Herbert Gürtler wurde 1998 die Ehrendoktorwürde der Freien Universität Berlin und der Veterinärmedizinischen und Pharmazeutischen Universität Brünn verliehen. Das Zentrale Lehrgebäude mit Bibliothek und Mensa der Veterinärmedizinischen Fakultät der Universität Leipzig wurde 2010 in „Herbert-Gürtler-Haus“ umbenannt.

## Schriften
- Erich Kolb, Herbert Gürtler: Ernährungsphysiologie der landwirtschaftlichen Nutztiere. Jena 1971
- Erich Kolb, Herbert Gürtler: Lehrbuch der Physiologie der Haustiere. G. Fischer, Stuttgart 1980 (4. Auflage)
- Bernhard. Piatkowski, Herbert Gürtler, J. Voigt: Grundzüge der Wiederkäuer-Ernährung. G. Fischer, Jena 1990
- K. Potel, Herbert Gürtler: Lehrbuch der Pathologischen Physiologie der Haustiere. G. Fischer, Jena 1969